# Pharmacichthys
Pharmacichthys è un genere estinto di pesci ossei, appartenente ai paracantotterigi. Visse nel Cretaceo superiore (Cenomaniano, circa 100 - 95 milioni di anni fa) e i suoi resti fossili sono stati ritrovati in Asia.

## Descrizione
Questo pesce era di piccole dimensioni, ed era lungo mediamente circa 5 centimetri. Il corpo era alto e a forma di losanga, appiattito lateralmente e dotato di pinne impari piuttosto sviluppate. In particolare, la pinna dorsale era allungata e molto alta, e dotata di spine molto allungate nella parte anteriore. Le pinne pelviche erano spostate anteriormente. La specie Pharmacichthys venenifer possedeva un corpo più allungato, mentre la specie P. numismalis era più alta e compatta, con un cranio molto corto. 

## Classificazione
Pharmacichthys venne descritto per la prima volta nel 1942 da Woodward, sulla base di fossili ritrovati nel Libano. Di questo genere si conoscono tre specie, due provenienti dal Libano (P. venenifer e P. numismalis) e una dalla Palestina (P. judensis). Pharmacichthys è considerato uno dei più primitivi tra i paracantotterigi, un grande insieme probabilmente parafiletico di pesci ossei, rappresentato da numerose forme attuali. Altri piccoli pesci del Cretaceo libanese (ad esempio Aipichthys) sono probabilmente imparentati con Pharmacichthys, ma più derivati. 